# Black River Falls
Black River Falls ist eine Kleinstadt (mit dem Status „City“) und Verwaltungssitz des Jackson County im US-amerikanischen Bundesstaat Wisconsin. Im Jahr 2010 hatte Black River Falls 3622 Einwohner.
Der Stamm der Wisconsin-Ho-Chunk hat sein Hauptquartier in Black River Falls.
Die Umgegend von Black River Falls ist Heimat einer großen Ansiedlung der bedrohten Schmetterlingsart Karner Blue.

## Geografie

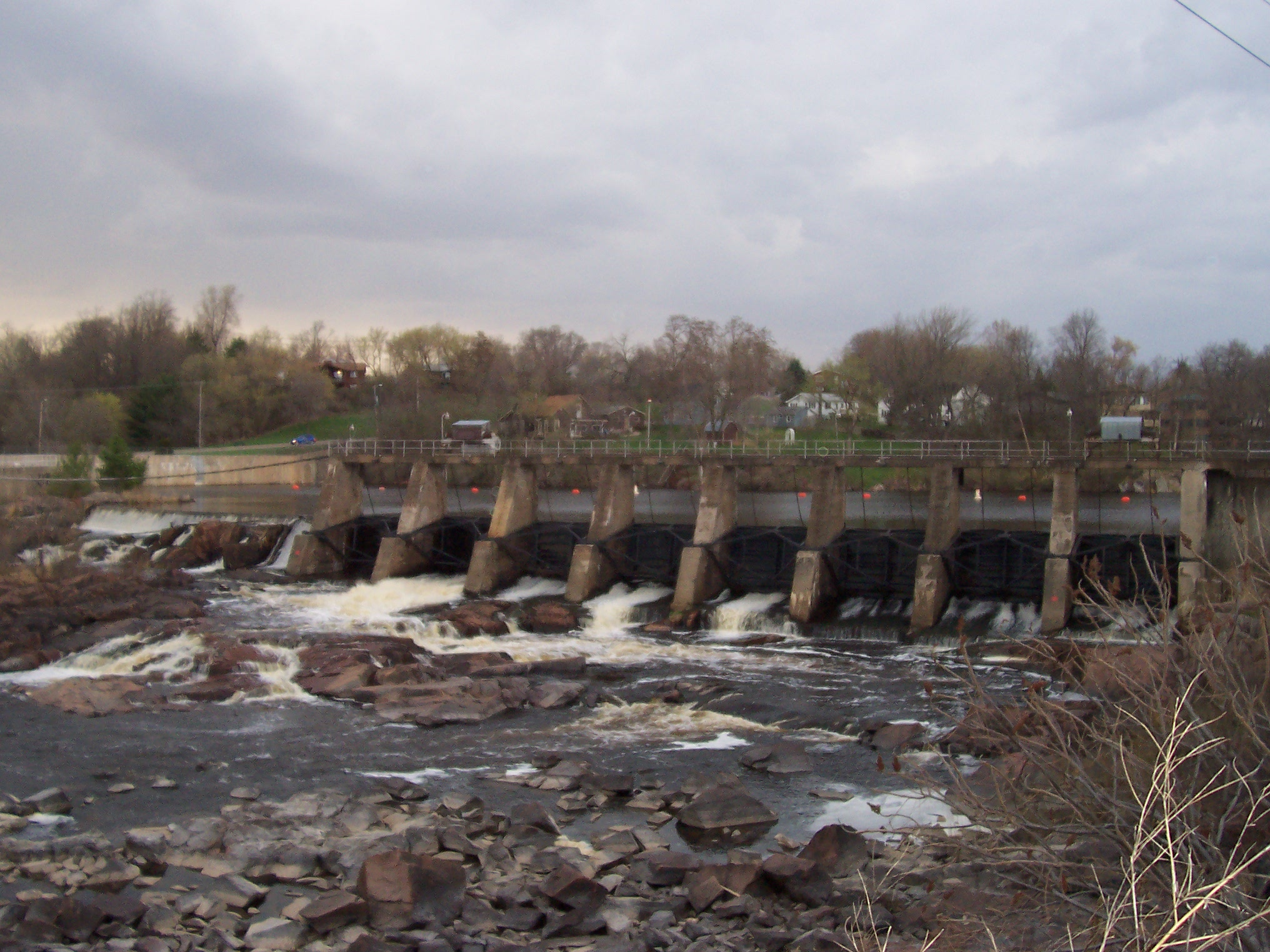
Stauwehr am Black River

Black River Falls liegt im Westen Wisconsins an den Wasserfällen (engl.: falls) des Black River, einem linken Nebenfluss des Mississippi.
Die geografischen Koordinaten von Black River Falls sind 44°18' nördlicher Breite und 90°51' westlicher Länge. Das Stadtgebiet erstreckt sich über eine Fläche von 8,4 km².
Ein Großteil der Umgebung der Stadt gehört zum Black River State Forest.
Nachbarorte von Black River Falls sind Merrillan (18,6 km nördlich), Vaudreuil (4 km ostnordöstlich), Sheppard (7,3 km südöstlich), Millston (20,6 km in der gleichen Richtung), Irving (13,3 km südsüdwestlich), Taylor (24,1 km westlich), Hixton (17,4 km nordwestlich) und Alma Center (18,8 km nordnordwestlich).
Die nächstgelegenen größeren Städte sind Green Bay am Michigansee (275 km östlich), Wisconsins größte Stadt Milwaukee (316 km ostsüdöstlich), Wisconsins Hauptstadt Madison (207 km südöstlich), La Crosse am Mississippi (74,8 km südwestlich), Rochester in Minnesota (158 km westlich), die Twin Cities in Minnesota (ca. 212 km westnordwestlich) und Eau Claire (82 km nordwestlich).

## Verkehr
Durch Black River Falls führen die Interstate 94, der U.S. Highway 12 sowie die Wisconsin Highways 27 und 54.
Die Stadt ist für den Frachtverkehr an das Schienennetz der Union Pacific Railroad angebunden.
Mit dem Black River Falls Area Airport liegt 5 km südlich der Stadt ein kleiner Flugplatz. Die nächsten Verkehrsflughäfen sind der Dane County Regional Airport in Madison (201 km südöstlich) und der Minneapolis-Saint Paul International Airport (232 km westnordwestlich).

## Geschichte
Black River Falls wurde 1839 von Jacob Spaulding mit dem Ziel gegründet, die Wasserkraft des Black River nutzbar zu machen. Da das Umland dicht bewaldet war, wurde das Wasser hauptsächlich zum Betreiben von Sägemühlen verwendet.
Black River Falls ist Gegenstand des Buches „Wisconsin Death Trip“ (1973) von Michael Lesy, der anhand von Fotos und Zeitungsausschnitten die Härte des Lebens in der Gemeinde im späten neunzehnten Jahrhundert und die Auswirkungen auf die Psyche der Einwohner darstellt.

## Bevölkerung
Nach der Volkszählung im Jahr 2010 lebten in Black River Falls 3622 Menschen in 1613 Haushalten. Die Bevölkerungsdichte betrug 441,7 Einwohner pro Quadratkilometer. In den 1613 Haushalten lebten statistisch je 2,13 Personen.
Ethnisch betrachtet setzte sich die Bevölkerung zusammen aus 91,5 Prozent Weißen, 0,5 Prozent Afroamerikanern, 5,2 Prozent amerikanischen Ureinwohnern, 0,3 Prozent Asiaten sowie 0,2 Prozent aus anderen ethnischen Gruppen; 2,3 Prozent stammten von zwei oder mehr Ethnien ab. Unabhängig von der ethnischen Zugehörigkeit waren 1,7 Prozent der Bevölkerung spanischer oder lateinamerikanischer Abstammung.
22,8 Prozent der Bevölkerung waren unter 18 Jahre alt, 56,0 Prozent waren zwischen 18 und 64 und 21,2 Prozent waren 65 Jahre oder älter. 51,6 Prozent der Bevölkerung war weiblich.
Das mittlere jährliche Einkommen eines Haushalts lag bei 36.615 USD. Das Pro-Kopf-Einkommen betrug 24.564 USD. 18,6 Prozent der Einwohner lebten unterhalb der Armutsgrenze.

## Bekannte Bewohner
- Lester Johnson (1901–1975) – demokratischer Abgeordneter des US-Repräsentantenhauses (1953–1965)[12] – arbeitete jahrelang als Jurist in Black River Falls
- Merlin Hull (1870–1953) – republikanischer Abgeordneter des US-Repräsentantenhauses (1929–1931)[13] – arbeitete jahrelang als Jurist in Black River Falls
- Warren P. Knowles (1908–1993) – 37. Gouverneur von Wisconsin (1965–1971)[14] – lebte lange in Black River Falls und ist hier beigesetzt[15]
- Hugh H. Price (1859–1904) – republikanischer Abgeordneter des US-Repräsentantenhauses (1887)[16] – geboren und aufgewachsen in Black River Falls
- William T. Price (1824–1886) – republikanischer Abgeordneter des US-Repräsentantenhauses (1883–1886)[17] – lebte lange in Black River Falls und ist hier beigesetzt[18]